# Categoría Primera A 1955
Die Categoría Primera A 1955 war die achte Austragung der kolumbianischen Fußballmeisterschaft. Die Meisterschaft konnte zum ersten Mal Independiente Medellín vor Atlético Nacional gewinnen. Torschützenkönig wurde der Argentinier Felipe Marino von Independiente Medellín mit 22 Toren.
Wie im Vorjahr nahmen zehn Mannschaften an der Meisterschaft teil. Atlético Manizales verschwand, dafür spielte Deportes Tolima aus Ibagué seine erste Spielzeit. Unión Magdalena wurde von der Teilnahme ausgeschlossen, da der Verein sich aus der vorherigen Spielzeit vorzeitig zurückgezogen hatte. Cúcuta Deportivo kehrte zurück.
Alle Mannschaften spielten dreimal gegeneinander. Das zusätzliche Heimrecht wurde den wirtschaftlich schwächeren Teams gewährt.

## Teilnehmer
Die folgenden Vereine nahmen an der Spielzeit 1955 teil.
| Mannschaft                           | Stadt    | Departamento       |
| ------------------------------------ | -------- | ------------------ |
| América de Cali                      | Cali     | Valle del Cauca    |
| Atlético Nacional                    | Medellín | Antioquia          |
| Boca Juniors de Cali                 | Cali     | Valle del Cauca    |
| Deportivo Cali                       | Cali     | Valle del Cauca    |
| Cúcuta Deportivo                     | Cúcuta   | Norte de Santander |
| Independiente Santa Fe               | Bogotá   | Bogotá             |
| Independiente Medellín               | Medellín | Antioquia          |
| Millonarios                          | Bogotá   | Bogotá             |
| Deportes Quindío                     | Armenia  | Caldas 1           |
| Deportes Tolima                      | Ibagué   | Tolima             |
| 1 Quindío wurde erst 1966 gegründet. |          |                    |

## Tabelle
| Pl. | Verein                 | Sp. | S  | U  | N  | Tore    | Diff. | Punkte |
| --- | ---------------------- | --- | -- | -- | -- | ------- | ----- | ------ |
| 1.  | Independiente Medellín | 27  | 21 | 2  | 4  | 069:240 | +45   | 44:10  |
| 2.  | Atlético Nacional (M)  | 27  | 16 | 7  | 4  | 063:350 | +28   | 39:15  |
| 3.  | Deportes Quindío       | 27  | 15 | 7  | 5  | 066:370 | +29   | 37:17  |
| 4.  | Millonarios            | 27  | 10 | 10 | 7  | 058:450 | +13   | 30:24  |
| 5.  | Boca Juniors de Cali   | 27  | 11 | 6  | 10 | 045:430 | +2    | 28:26  |
| 6.  | América de Cali        | 27  | 8  | 7  | 12 | 045:500 | −5    | 23:31  |
| 7.  | Deportes Tolima        | 27  | 7  | 6  | 14 | 047:650 | −18   | 20:34  |
| 8.  | Cúcuta Deportivo       | 27  | 8  | 4  | 15 | 047:710 | −24   | 20:34  |
| 9.  | Santa Fe               | 27  | 5  | 8  | 14 | 033:580 | −25   | 18:36  |
| 10. | Deportivo Cali         | 27  | 3  | 5  | 19 | 034:790 | −45   | 11:43  |

| (M) | Meister 1954: Atlético Nacional |

## Torschützenliste
| Pl. | Spieler          | Mannschaft             | Tore |
| --- | ---------------- | ---------------------- | ---- |
| 1.  | Felipe Marino    | Independiente Medellín | 22   |
| 2.  | Jorge Roa        | Millonarios            | 21   |
| 3.  | Fernando Rengifo | Boca Juniors de Cali   | 20   |